# Marion Parker
Marion Parker  (11 de octubre de 1915 – 17 de diciembre de 1927) era la hija de doce años de Perry Parker, un banquero prominente de Los Ángeles. Tenía una hermana gemela llamada Marjorie. El 15 de diciembre de 1927, Marion fue secuestrada de su escuela y más tarde asesinada por William Edward Hickman (1 de febrero de 1908-19 de octubre de 1928), quién se apodó a sí mismo "El Zorro". Su asesinato fue tema de canciones populares, las cuales así como algunos informes la llaman incorrectamente "Marian".
El Los Ángeles Times se refirió al suceso como "el crimen más horrible de los años 1920".

## Secuestro y asesinato
William Edward Hickman nació en Sebastian County, Arkansas, el cuarto de los cinco hijos (y el varón más joven) de William Thomas Hickman y su esposa Eva (Buck) Hickman, quienes se separaron en algún momento antes de 1928. En aquel año, su padre vivía en El Paso, Texas, mientras su madre y la hermana menor vivían en Kansas City, Misuri.
Hickman secuestró a Marion del Mount Vernon Junior High School en Lafayette Square, en Los Ángeles. Había dicho a la registradora de la escuela, Mary Holt, que Perry Parker había sido gravemente herido en un accidente y deseaba ver a su hija. Hickman se hizo pasar por un empleado del banco donde Perry Parker trabajaba. No sabía que Marion tuviera una hermana gemela y tampoco el nombre de ninguna de las niñas. No obstante, una de las  gemelas (Marion) fue enviada con él. Holt dijo durante el juicio que ella jamás dejaría ir a Marion pero "la aparente sinceridad del hombre la había desarmado."
Al día siguiente Hickman envió la primera de tres notas de rescate a casa de los Parker, reclamando $1,500 en certificados de oro de $20. Tales comunicaciones durante los siguientes pocos días las firmó como "Destino", "Muerte", y "El Zorro."
Un primer intento para entregar el rescate falló cuándo Hickman vio policía en el área. Comunicaciones posteriores establecieron una nueva reunión para entregar el dinero del rescate en la esquina entre West 5th Street y South Manhattan Place en Los Ángeles. Parker llegó solo allí con el dinero del rescate. Entregó el dinero a un hombre joven que estaba esperando en un coche aparcado. Cuándo dio el dinero a Hickman, fue capaz de ver a su hija sentada en el asiento del pasajero junto a él. La niña estaba cubierta hasta el cuello con ropa y parecía aparentemente incapaz de moverse.
Apenas el dinero entró al habitáculo, Hickman arrancó alejándose y empujó el cuerpo de Marion fuera del automóvil al final de la calle. El médico forense certificó más tarde que por entonces llevaba muerta aproximadamente doce horas. Sus brazos y piernas habían sido amputados y había sido destripada y rellenada con harapos. Sus ojos permanecían abiertos con alambres. Hickman dijo después que la había estrangulado y le había cortado la garganta primero, pero creía que debía estar todavía viva cuando empezó a descuartizarla. Sus brazos y piernas fueron encontrados el 18 de diciembre en Elysian Park, envueltos en hojas de periódico.
Una toalla embutida dentro de su torso para absorber la sangre dirigió a la policía hacia el edificio de apartamentos de Hickman, pero logró escapar.

## Investigación
Una masiva cacería del asesino de Marion empezó. Implicó a 20.000 agentes de policía y voluntarios de la Legión americana. Una recompensa de $50,000 fue ofrecida por la identificación o captura del asesino, vivo o muerto. Más tarde fue elevada a $100,000. La sospecha recayó sobre William Edward Hickman, un empleado anterior de Parker. Varios años antes del secuestro, Hickman había sido arrestado por una denuncia hecha por Parker sobre cheques robados y falsificados. Hickman fue condenado e ingresó en prisión.
La policía rastreó una marca de ropa en una camisa encontrada dentro del torso de Marion hasta una casa de apartamentos alquilados en Los Ángeles, donde interrogaron a un hombre llamado Donald Evans que se parecía a la descripción dada de Hickman. Evans dejó a la policía buscar en su apartamento pero ninguna evidencia fue encontrada. Evans entonces desapareció y más tarde fue identificado como el mismo Hickman.
El coche utilizado para obtener el dinero del rescate también fue encontrado por la policía, e identificado como robado unas semanas antes. Los detectives tenían las huellas dactilares de Hickman en su archivo, debido a su arresto anterior y encarcelamiento y le identificaron cuando las compararon con las huellas digitales encontradas en las notas de rescate y en el automóvil de la huida.

## Captura y ejecución de Hickman
Una semana después del asesinato, los agentes Tom Gurdane y Buck Lieuallen encontraron a Hickman en Eco, Oregón. Lo habían reconocido por la fotografía en los carteles de búsqueda. Hickman había gastado algo del dinero del rescate en Washington y Oregón.
Hickman confesó el secuestro de Marion pero culpó de su asesinato a un hombre que realmente estaba en la cárcel al momento del crimen. Fue extraditado a Los Ángeles, donde confesó otro asesinato, cometido durante el robo a una farmacia. También confesó haber cometido muchos otros atracos a mano armada.
Declaró que originalmente no tenía ninguna intención de matar a Marion, pero lo hizo porque había aprendido su identidad y porque anteriormente había sido empleado por su padre, Perry Parker, en el banco. También dijo que había cortado el cuerpo para deshacerse de él, pero entonces se dio cuenta de que Parker querría ver a su hija antes de pagar el rescate. Entonces intentó reconstruir el cadáver para simular que Marion seguía viva.
Dijo a sus abogados que había asesinado a Marion bajo la dirección de un ser sobrenatural llamado "Providencia". Fue uno  de los primeros acusados en utilizar la nueva ley de California que permitía las declaraciones de inocencia en base a demencia. En febrero de 1928, un jurado rehusó la defensa por locura y el juez lo sentenció a la horca.
Apeló su condena pero fue confirmada por el Tribunal Supremo de California. El 19 de octubre de 1928, fue colgado en el patíbulo de la prisión de San Quintin.

## Motivo
En su juicio, Hickman abogó locura como su motivo para el crimen, a pesar de que inicialmente dijo a la policía que necesitaba los $1,500 del rescate para asistir a una universidad bíblica. Pruebas contra su defensa abogando locura incluyeron el testimonio de guardias de la prisión de Oregón, quienes atestiguaron que Hickman les había preguntado sobre "cómo actuar como un loco."[cita requerida]
Los fiscales especularon que quisiera vengarse de Parker por haber atestiguado en su contra durante su juicio por robo y falsificación.
Hay evidencias que cometió el asesinato, en parte, para atraerse también notoriedad. Le dijo a un reportero que quería tanta cobertura de prensa como habían recibido los asesinos de alto perfil Leopold y Loeb.

## 'The Litle Street' de Ayn Rand
En 1928, la escritora Ayn Rand empezó a planear una novela llamada The Litle Street, cuyo protagonista, Danny Renahan, estaba basado en "lo qué Hickman sugería [a ella]." La novela nunca fue acabada, pero Rand escribió notas que fueron publicadas después de su muerte en el libro Journals of Ayn Rand. En estas notas Rand escribe que la fascinación pública con Hickman no era debida a la atrocidad de sus crímenes, sino a su actitud desafiante y su negativa a aceptar la moral convencional. Le describe como "un chico brillante, inusual, excepcional" y especula sobre la sociedad que le convirtió en "un monstruo sin objetivo." Rand quería que el protagonista de su novela fuera "Un Hickman con un propósito. Y sin su degeneración. Es más exacto decir que el modelo no es Hickman, sino lo que Hickman me ha sugerido a mí."
Los estudiosos de Rand David Harriman (quién editó el libro en el que las notas fueron publicadas), Chris Matthew Sciabarra y Jennifer Burns interpretan el interés de Rand en Hickman como señal de su temprana admiración (y malinterpretación) de las ideas de Friedrich Nietzsche, especialmente porque en numerosas ocasiones se refirió a Danny (el personaje que Hickman le "sugirió") como "Superhombre" (en el sentido nietzscheano).